# Рокголдс (Кентуккі)
Рокголдс (англ. Rockholds) — переписна місцевість (CDP) в США, в окрузі Вітлі штату Кентуккі. Населення — 330 осіб (2020).

## Географія
Рокголдс розташований за координатами 36°49′54″ пн. ш. 84°6′28″ зх. д. / 36.83167° пн. ш. 84.10778° зх. д. (36.831551, -84.107669).  За даними Бюро перепису населення США в 2010 році переписна місцевість мала площу 3,08 км², з яких 3,07 км² — суходіл та 0,01 км² — водойми.

## Демографія
Згідно з переписом 2010 року, у переписній місцевості мешкало 390 осіб у 141 домогосподарстві у складі 108 родин. Густота населення становила 127 осіб/км².  Було 158 помешкань (51/км²).
Расовий склад населення:
| - 99,0 % — білих - 0,3 % — корінних американців - 0,3 % — чорних або афроамериканців |

До двох чи більше рас належало 0,5 %. Частка іспаномовних становила 0,5 % від усіх жителів.
За віковим діапазоном населення розподілялося таким чином: 28,5 % — особи молодші 18 років, 57,4 % — особи у віці 18—64 років, 14,1 % — особи у віці 65 років та старші. Медіана віку мешканця становила 36,4 року. На 100 осіб жіночої статі у переписній місцевості припадало 102,1 чоловіків;  на 100 жінок у віці від 18 років та старших — 92,4 чоловіків також старших 18 років.
За межею бідності перебувало 57,4 % осіб, у тому числі 89,9 % дітей у віці до 18 років та 0,0 % осіб у віці 65 років та старших.
Цивільне працевлаштоване населення становило 187 осіб. Основні галузі зайнятості: будівництво — 40,6 %, сільське господарство, лісництво, риболовля — 34,2 %, освіта, охорона здоров'я та соціальна допомога — 17,1 %, публічна адміністрація — 8,0 %.